# Puitucu
Puitucu (auch: Puitoco oder Puituco) ist eine Ortschaft im Departamento Potosí im Hochland des südamerikanischen Anden-Staates Bolivien.

## Lage
Puitucu liegt in der Provinz Tomás Frías und ist der zweitgrößte Ort im Cantón Urmiri im Municipio Urmiri. Die Ortschaft liegt auf einer Höhe von 3676 m an der Mündung des Río Mutaya in den Río Pilcomayo, der flussabwärts die Ebenen des Gran Chaco durchfließt und in den Río Paraguay mündet.

## Geographie
Puitucu liegt am Ostrand des bolivianischen Altiplano vor der Anden-Gebirgskette der Cordillera Central. Das Klima der Region ist semiarid und ein typisches Tageszeitenklima, bei dem die mittlere Temperaturschwankung im Tagesverlauf stärker ausfällt als im Verlauf der Jahreszeiten.
Die mittlere Jahrestemperatur der Region liegt bei etwa 13 °C (siehe Klimadiagramm Urmiri), die Monatsdurchschnittstemperaturen schwanken nur unwesentlich zwischen knapp 10 °C im Juni und Juli und 15 °C von November bis Januar. Der Jahresniederschlag beträgt niedrige 350 mm, die Monatsniederschläge liegen im Mittel zwischen unter 15 mm von April bis Oktober und erreichen nur im Januar und Februar 75 mm.

## Verkehrsnetz
Puitucu liegt in einer Entfernung von 73 Straßenkilometern nordwestlich von Potosí, der Hauptstadt des gleichnamigen Departamentos.
Von Potosí aus führt die Nationalstraße Ruta 1 in nördlicher Richtung über Yocalla weiter nach Poopó, Oruro und El Alto, der Nachbarstadt von La Paz, und nach Desaguadero am Titicacasee.
Neunzehn Kilometer nördlich von Yocalla biegt eine unbefestigte Nebenstraße in westlicher Richtung von der Ruta 1 ab und erreicht nach einem Kilometer die Ortschaft Belén Pampa. Von dort führt die Straße weiter in nordwestlicher Richtung, überquert den Río Pilcomayo nach sechs Kilometern, den Río Mutaya nach weiteren anderthalb Kilometern, und führt dann direkt nach Puitucu.

## Bevölkerung
Die Einwohnerzahl des Ortes ist in dem Jahrzehnt zwischen den beiden letzten Volkszählungen um etwa ein Viertel zurückgegangen:
| Jahr | Einwohner   | Quelle       |
| ---- | ----------- | ------------ |
| 1992 | keine Daten | Volkszählung |
| 2001 | 415         | Volkszählung |
| 2012 | 324         | Volkszählung |
| 2024 |             | Volkszählung |

Die Region weist einen deutlichen Anteil an Quechua-Bevölkerung auf, im Municipio Urmiri sprechen 81,5 Prozent der Bevölkerung Quechua.